# Nazionale femminile di hockey su pista dell'Argentina
La nazionale di hockey su pista femminile dell'Argentina è la selezione femminile di hockey su pista che rappresenta l'Argentina in ambito internazionale.

Attiva dal 1994, opera sotto la giurisdizione della Federazione di pattinaggio dell'Argentina.

## Palmarès
- Campionati del mondo: 5
  -  1º posto: 1998, 2002, 2004, 2010, 2014
  -  3º posto: 2000, 2006, 2008
- Coppa America: 2
  -  1º posto: 2006, 2010

## Risultati

### Campionato del mondo
| Edizione | Sede/i            | Piazzamento        | G | V | N | P |      |
| 1992     | Springe           | Non partecipante   | - | - | - | - | n.d. |
| 1994     | Tavira            | 15º posto          | 8 | 7 | 0 | 1 | Rosa |
| 1996     | Sertãozinho       | 6º posto           | 8 | 4 | 0 | 4 | Rosa |
| 1998     | Buenos Aires      | Campione del mondo | 6 | 5 | 1 | 0 | Rosa |
| 2000     | Marl              | 3º posto           | 6 | 5 | 0 | 1 | Rosa |
| 2002     | Paços de Ferreira | Campione del mondo | 6 | 6 | 0 | 0 | Rosa |
| 2004     | Wuppertal         | Campione del mondo | 5 | 5 | 0 | 0 | Rosa |
| 2006     | Santiago del Cile | 3º posto           | 6 | 5 | 0 | 1 | Rosa |
| 2008     | Honjō             | 3º posto           | 5 | 3 | 1 | 1 | Rosa |
| 2010     | Alcobendas        | Campione del mondo | 6 | 6 | 0 | 0 | Rosa |
| 2012     | Recife            | 7º posto           | 5 | 2 | 1 | 2 | Rosa |
| 2014     | Tourcoing         | Campione del mondo | 6 | 6 | 0 | 0 | Rosa |

### Coppa America
| Edizione | Sede/i            | Piazzamento      | G | V | N | P |      |
| 2006     | Santiago del Cile | Campione         | 3 | 3 | 0 | 0 | Rosa |
| 2007     | Santiago del Cile | Non partecipante | - | - | - | - | n.d. |
| 2010     | Vic               | Campione         | 4 | 4 | 0 | 0 | Rosa |
| 2011     | Sertãozinho       | Non partecipante | - | - | - | - | n.d. |